# Coelichneumon semilaevis
Coelichneumon semilaevis là một loài tò vò trong họ Ichneumonidae.